# Д’Альбер, Эжен
Эже́н д’Альбе́р (фр. Eugène Francis Charles d'Albert; 10 апреля 1864, Глазго — 3 марта 1932, Рига) — немецкий пианист и композитор.

## Биография
Сын композитора Шарля д’Альбера, работавшего в Великобритании; дальний потомок итальянского композитора Доменико Альберти. Получил начальное музыкальное образование у своего отца. Ещё ребёнком выступил в качестве пианиста, c 12-летнего возраста учился в лондонской Национальной школе обучения музыке (в том числе у Артура Салливана, которому помогал в аранжировках). В 1880 г. по приглашению Ханса Рихтера отправился в Вену, чтобы исполнить свой первый фортепианный концерт, и в дальнейшем жил и работал преимущественно в германоязычном мире, считая себя немцем. Завершением музыкального образования д´Альбер обязан Ференцу Листу, у которого по рекомендации Рихтера учился более года.
В 1882 году д’Альбер предпринял своё первое артистическое путешествие по Германии, Австрии и Российской империи, и в том же году великий герцог Веймарский назначил его своим придворным пианистом. С тех пор он ежегодно возобновлял свои артистические поездки по Германии, Франции, Италии и Голландии, а в летние месяцы жил в Эйзенахе. Преподавал (в том числе в Берлинской Высшей школе музыки), среди наиболее известных учеников — Вильгельм Бакхауз и Альфред Хён. С началом Первой мировой войны эмигрировал в Швейцарию и в дальнейшем принял швейцарское гражданство.
Был женат шесть раз, в том числе в 1892—1895 гг. на знаменитой пианистке Тересе Карреньо. Скончался 3 марта 1932 года в городе Риге.

## Творчество
Был блестящим пианистом-виртуозом, его мастерство высоко ценил Ф. Лист. Автор 19 опер, симфонической, камерной и фортепианной музыки; крупнейший представитель веризма в Германии.
Интерес к наследию д’Альбера растёт в последние годы. В частности, два альбома его фортепианной музыки (сольной и с оркестром) записал Пирс Лейн.

### Избранные произведения
оперы
- Рубин (1893)
- Гисмонда (1895)
- Отъезд (1898)
- Каин (1900)
- Импровизатор (1902)
- Долина (1903)
- Флейта-соло (1905)
- Изеиль (1909)
- Любовные цепи (1912)
- Мёртвые глаза (1916)
- Революционная свадьба (1919)
- Сирокко (1921)
- Марикен из Нимвегена (1923)
- Голем (1926)
- Чёрная орхидея (1928)

| симфонические произведения - симфония (1886) - две сюиты (1883, 1924) - увертюра (1888) - два концерта для фортепиано с оркестром (1881, 1893) - концерт для виолончели с оркестром (1899) | камерная музыка - два струнных квартета для фортепиано - пьесы. |